# ライヴ (ジェネシスのアルバム)
『ライヴ』（Genesis Live）は、イギリスのプログレッシブ・ロック・バンド、ジェネシスが1973年に発表した初のライブ・アルバム。前作の『フォックストロット』発売後のツアーのうち、同年2月に行われた2つのライブをもとに制作された。
本作品はイギリスにおけるヒットチャートで最高9位を記録し、ジェネシス初のトップ10入りとなった。

## 解説
本作の録音元となった2つのライブは『フォックストロット』発売を記念したツアーによるものであり、『ザ・リターン・オブ・ザ・ジャイアント・ホグウィード』に限り1973年2月24日にレスターのデモンフォート・ホールにて、それ以外の全曲は翌日2月25日にマンチェスターのフリー・トレード・ホールにて録音されたものが収録されている。
元々はアメリカのラジオ番組『キング・ビスケット・フラワー・アワー』向けに録音されていたが、結局、放送されることはなかった。しばらくして、ジェネシスの所属レーベルであるカリスマ・レコードが、1973年中期に予定されていた次作（『月影の騎士』）発表までの間を埋めるために、ライブ・アルバムの発売を提案した。メンバーの態度は前向きではなかったが、マネージャーのトニー・ストラットン・スミス（当時）が最終的に発売を決定した。その後、その時点で唯一利用可能だった本録音にミキシングが行われ発売へと至った。
前述のとおりメンバーは本作発売に対しては消極的であり、ピーター・ガブリエルはアメリカでの販売をしないことなどを条件に発売を認めたが、結局『月影の騎士』発表の数ヵ月後にアメリカでも売られた。本作は古いライブの音源を含んでおり、発売前に録音品質についてあまり考慮されなかったことなどの理由も加わって、ガブリエルはこの発売に対して不満を抱いた。
初期のテストプレス盤の一部には、レスターで録音された23分の『サパーズ・レディ』が含まれていた。当初の収録順は、『ウォッチャー・オブ・ザ・スカイズ』、『ザ・ミュージカル・ボックス』、『ゲッテム・アウト・バイ・フライデイ』、『サパーズ・レディ』、『ザ・リターン・オブ・ザ・ジャイアント・ホグウィード』、『ザ・ナイフ』であり、またガブリエルによる曲間のMCも含まれていた。最終的に『サパーズ・レディ』は収録されなかったが、ジャケットの写真は、ガブリエルがマゴグの被り物をしていることから分かるとおり、同曲の演奏中に撮られた。ガブリエルがボーカルをとった『サパーズ・レディ』は1998年に発売された『アーカイヴ 1967-1975』に収録され、本録音ではなく同作発売に併せ一部、ボーカルの再収録が行われている。
1994年にCDのリマスター版が発売されたほか、2009年に発売された『ライブ 1973-2007』には本作のリミックス版が収録されている。
本作のジャケット裏面にはガブリエルによる短編の幻想的な物語が記されている。『エクソシスト』の監督で知られるウィリアム・フリードキンはこれに強く関心を惹かれ、ガブリエルを脚本に招きたいと申し入れた。これによりガブリエルは、打ち合わせのため『眩惑のブロードウェイ』の制作から一旦離れることになった。

## 評価
| 専門評論家によるレビュー           | 専門評論家によるレビュー |
| レビュー・スコア                   | レビュー・スコア         |
| 出典                               | 評価                     |
| ---------------------------------- | ------------------------ |
| Allmusic                           | [ 13 ]                   |
| 『Rolling Stone』                  | (favourable)             |
| 『Rolling Stone アルバム・ガイド』 | [ 15 ]                   |

『ローリング・ストーン』誌は、「本作は、ジェネシスが多くのファンによって『史上最高のライブ・バンド』と絶賛される理由である、その魅力と神秘性を理解するのにふさわしい作品である」と短いながらも良い評価を与えている。
オールミュージックは本作品を振り返って、「本作品のトニー・バンクスほどステージ上でメロトロンから豊かな響きを引き出した者が未だかつて存在しただろうか。またスティーブ・ハケットとマイク・ラザフォード、フィル・コリンズは、ライブで演奏するには非常に複雑な曲がいくつかあるにもかかわらず、一丸となって非常に素晴らしい演奏をしている」と極めて高く評価しており、また収録曲すべてがオリジナルよりもはるかに優れているとしている。

## 収録曲
| 全作詞・作曲: ピーター・ガブリエル、スティーヴ・ハケット、トニー・バンクス、マイク・ラザフォード、フィル・コリンズ。 |                                                        | | |      |
| # | タイトル                                               | 作詞 | 作曲・編曲                                                                                                   | 時間 |
| 1. | 「ウォッチャー・オブ・ザ・スカイズ」                   | ピーター・ガブリエル 、 スティーヴ・ハケット 、 トニー・バンクス 、 マイク・ラザフォード 、 フィル・コリンズ | ピーター・ガブリエル 、 スティーヴ・ハケット 、 トニー・バンクス 、 マイク・ラザフォード 、 フィル・コリンズ | 8:34 |
| 2. | 「ゲッテム・アウト・バイ・フライデイ」                 | ピーター・ガブリエル 、 スティーヴ・ハケット 、 トニー・バンクス 、 マイク・ラザフォード 、 フィル・コリンズ | ピーター・ガブリエル 、 スティーヴ・ハケット 、 トニー・バンクス 、 マイク・ラザフォード 、 フィル・コリンズ | 9:14 |
| 3. | 「ザ・リターン・オブ・ザ・ジャイアント・ホグウィード」 | ピーター・ガブリエル 、 スティーヴ・ハケット 、 トニー・バンクス 、 マイク・ラザフォード 、 フィル・コリンズ | ピーター・ガブリエル 、 スティーヴ・ハケット 、 トニー・バンクス 、 マイク・ラザフォード 、 フィル・コリンズ | 8:14 |
| 合計時間: | 合計時間:                                              | 26:02 | |      |

| #         | タイトル                       | 作詞・作曲                                                   | 時間  |
| --------- | ------------------------------ | ------------------------------------------------------------ | ----- |
| 1.        | 「ザ・ミュージカル・ボックス」 | ガブリエル、ハケット、バンクス、ラザフォード、コリンズ       | 10:56 |
| 2.        | 「ザ・ナイフ」                 | バンクス、ガブリエル、アンソニー・フィリップス、ラザフォード | 9:47  |
| 合計時間: | 合計時間:                      | 合計時間:                                                    | 20:43 |

## 参加ミュージシャン
- ピーター・ガブリエル - ボーカル、フルート、タンバリン、バスドラム
- トニー・バンクス - ハモンドオルガン、メロトロン、ホーナー・ピアネット、12弦ギター、バッキング・ボーカル
- スティーヴ・ハケット - ギター
- マイク・ラザフォード - ベース、ベース・ペダル、12弦ギター、バッキング・ボーカル
- フィル・コリンズ - ドラムス、パーカッション、バッキング・ボーカル